# 30 anni (di meno)
30 anni (di meno) è un film italiano del 2024 scritto e diretto da Mauro Graiani.

## Trama
Diego, Marco e Maurizio sono tre sessantenni ricoverati presso una clinica privata per differenti patologie. A causa del sovraffollamento della struttura, i tre si ritrovano loro malgrado a condividere la medesima stanza. Col passare delle giornate i tre iniziano a stringere un'amicizia nonostante le differenze caratteriali e di esperienze di vita. In particolare il siciliano Marco, che soffre di cardiopatia, è entrato in depressione dopo la morte della moglie Adelina. La cognata dell'uomo, Anna, lo va a visitare a sua insaputa e gli dichiara di essere da sempre infatuata di lui, riaccendendo la voglia di vivere dell'uomo. 
Infervorato dalla nuova situazione Marco chiede aiuto ai due compagni di stanza, in quanto irrigidito sugli aspetti affettivi e sessuali, i quali gli consigliano di comprare del viagra. Le pastiglie assunte improvvisamente portano i tre uomini a ringiovanire fisicamente di trent'anni: entusiasti di avere una nuova possibilità di vivere la loro vita fuggono dalla clinica ed escogitano un piano per mettere in commercio la pillola miracolosa. I tre si ritrovano a vivere situazioni mai immaginate nella loro giovane età, rivivendo passioni fisiche. L'euforia tuttavia viene placata quanto il nuovo tempo regalatogli e i caratteri differenti portano a riflessioni sul loro passato e a comprendere come porre rimedio a errori commessi nella loro gioventù.
Curiosità: il personaggio del commissario Lo Gatto prende spunto dall'omonimo (e iconico) film del 1986 con Lino Banfi.

## Promozione
Il trailer del film è stato reso disponibile il 26 giugno 2024.

## Distribuzione
Il film è stato distribuito nelle sale cinematografiche italiane dal 21 agosto 2024 da Plaion Pictures.

## Accoglienza
Il film ha ricevuto recensioni miste da parte della critica cinematografica.